# Зеїтінбурнуспор
«Зейтінбурнуспор» (тур. Zeytinburnuspor) — турецький футбольний клуб зі стамбульського району Зейтінбурну, в даний час виступає на аматорському рівні. Домашні матчі команда проводить на стадіоні «Зейтінбурну», що вміщає близько 16 000 глядачів.

## Історія
Історія клубу бере свій початок в 1953 році, з 1984 року клуб став виступати на професіональному рівні і підніматися в ієрархії турецького футболу. У сезоні 1987/88 команда дебютувала у другому дивізіоні, посівши в підсумку 2-е місце в Групі С слідом за «Коньяспором», який вийшов до вищого дивізіону. А вже в наступному чемпіонаті «Зейтінбурнуспор» сам виграв свою групу з солідним відривом від найближчого переслідувача «Денізліспора» і вийшов у Першу лігу, на той час найвищий дивізіон країни. В еліті турецького футболу з 1989 по 1997-й рік «Зейтінбурнуспор» провів 5 сезонів, найкращим результатом для нього стало 10-е місце у дебютному чемпіонаті 1989/90. Ще раз він посів 13 позицію в підсумковій таблиці (1993/94), в інших же випадках (1990/91, 1994/95 і 1996/97) «Зейтінбурнуспор» опинявся в зоні вильоту і повертався в Другу лігу. У Другій лізі команда провела 3 сезони з 1997-го по 2000-й рік. Після чого почалося поступове падіння «Зейтінбурнуспора» в ієрархії турецького футболу і в даний час команда виступає на місцевому аматорському рівні.

## Відомі гравці
Серед гравців, які виступали або починали свою кар'єру футболіста в «Зейтінбурнуспорі», можна виділити Емре Белезоглу, вихованця клубу, що увійшов до списку ФІФА 100, також бронзового призера Чемпіонату світу 2002 року і Чемпіонату Європи 2008 року, і Аріфа Ердема, гравця клубу (1990-91) і бронзового призера Чемпіонату світу 2002 року.